# Ragni Steen Knudsen
Ragni Steen Knudsen (* 24. Juli 1995 in Øksnes) ist eine norwegische Volleyballspielerin.

## Karriere
Steen Knudsens Eltern sind ehemalige Volleyballspieler und Trainer, sodass sie selbst vom ersten Lebensjahr an beim Volleyball war. Sie begann ihre Karriere beim Verein Øksil. 2015 ging sie in die Vereinigten Staaten. Nach einem Jahr am Lindsey Wilson College in Columbia studierte sie von 2016 bis 2018 an der University of Texas Rio Grande Valley und spielte in der Universitätsmannschaft. Dort erzielte sie als erste Spielerin in der Geschichte der Universität pro Saison mindestens 400 Punkte. Im Januar 2018 gewann die Außenangreiferin parallel mit Førde VBK den norwegischen Pokal. Dabei spielte sie zusammen mit ihrer älteren Schwester Marianne. 2019 gelang ihr die Titelverteidigung im Pokal. Anschließend wechselte Steen Knudsen, die auch norwegische Nationalspielerin ist, zum deutschen Bundesligisten NawaRo Straubing.